# Vivi Vassileva
Vivi Vassileva (geb. 1994 in Hof) ist eine deutsche Schlagzeugerin. 

## Leben und Wirken
Vivi Vassileva entstammt einer bulgarischen Musikerfamilie. Ihre Eltern waren beide Musiker bei den Hofer Symphonikern. Ihr Bruder Vasko Vasilev ist Geiger und Konzertmeister am Londoner Royal Opera House. Vassileva erhielt zunächst Geigenunterricht bei ihrem Vater, mit 13 Jahren spielte sie im Bundesjugendorchester. Sie ist eines der porträtierten Kinder im Kino-Dokumentarfilm 7 oder Warum ich auf der Welt bin (2010) von Antje Starost und Hans Helmut Grotjahn. Sie wurde von der Robert-Bosch-Stiftung (Talent in Bayern) und vom Deutschen Musikrat gefördert und erhielt verschiedene Stipendien. Ihr Studium absolvierte sie zunächst an der Hochschule für Musik und Theater München bei Peter Sadlo bis zu dessen Tod 2016, und danach ihr Masterstudium bei Raymond Curfs. Bereits im Beruf stehend, absolvierte sie außerdem als Meisterschülerin ein Studium bei Martin Grubinger an der Musikhochschule Salzburg.
Als Solopaukistin spielte Vassileva 2011 bei den Mannheimer Philharmonikern während einer China-Tournee und 2012 im Bruckner-Akademieorchester ein Konzert in München. Solorecitals und Solokonzerte führten sie nach Sofia, Plovdiv sowie zum Apollonia Festival in Sozopol in Bulgarien, zum Percussion-Festival nach Żagań, nach Valencia sowie zum Samos Young Artist Festival. 2016 gastierte sie als Solistin mit dem Bayerischen Landesjugendorchester auf einer Tournee unter anderem im Joseph-Keilberth-Saal Bamberg und in der Münchner Philharmonie am Gasteig. Im selben Jahr begleitete sie als Musikerin (Marimba) den Film Geschichte einer Liebe – Freya von Antje Starost und Hans Helmut Grotjahn.
2015 gründete sie das Vivi Vassileva Quintett. Das ARD-Kulturmagazin ttt - titel, thesen, temperamente sendete im Juli 2016 ein Kurzporträt der Musikerin. 2017 gründete sie ein Duo mit Lucas Campara Diniz (Guitarre) und ein Duo mit Carina Madsius (Klavier). Mit beiden konzertiert sie regelmäßig. 
Ihr Orchester-Debüt hatte Vassileva im Rahmen eines Solokonzertes mit den Hofer Symphonikern in Lichtenfeld. 2018 spielte sie beim LvivMozArt Festival in der Ukraine Tan Duns The Tears of Nature unter der Leitung von Oksana Lyniv, trat beim Rheingau Musik Festival, dem Hohenloher Kultursommer sowie bei den Festspielen Europäischen Wochen Passau auf. Außerdem spielte sie 2018 als Solistin mit den Hofer Symphonikern und dem Sinfonieorchester Wuppertal. 2019 gab sie ihr Debüt in der Berliner Philharmonie mit ihrem Schlagzeugquartett und spielte als Solistin mit den Nürnberger Symphonikern in der Meistersingerhalle. Im Mai brachte sie das ihr gewidmete Schlagzeugkonzert Oraculum von Oriol Cruixent mit dem Sinfonieorchester Wuppertal unter der Leitung von Julia Jones in der Stadthalle Wuppertal zur Uraufführung.

## Preise (Auswahl)
- 2009: Bronze-Medaille im Internationalen Marimba-Wettbewerb, Paris
- 2010: Marimba Wettbewerb, Nürnberg
- 2013: Musikförderungspreis des Konzertvereins in Ingolstadt[11]
- 2014: Sonderpreis U21 und Sonderpreis der Mozart-Gesellschaft beim ARD Musikwettbewerb[12]
- 2016: 1. Preis um den Musikpreis des Kulturkreises Gasteig mit einem eigenen Arrangement eines bulgarischen Volkslieds: Kalino Mome[13]
- 2017: Bayerischer Kunstförderpreis für Musik[14]
- 2023: Leonard-Bernstein-Award[15]

## Diskografie
- Licht. Klaus Hinrich Stahmer. Werke von Stahmer. Darauf Aschenglut für Rahmentrommel & Klavier mit Vivi Vassileva und Maruan Sakas, Klavier (Kreuzberg Records; 2016)
- Singin` Rythm. Vivi Vassileva. Mit Vivi Vassileva Quintett; Lucas Campara Diniz, Gitarre (Alpha Classic mit BR Klassik; 2019)